# Phytoseius stephaniae
Phytoseius stephaniae är en spindeldjursart som beskrevs av Schicha 1984. Phytoseius stephaniae ingår i släktet Phytoseius och familjen Phytoseiidae. Inga underarter finns listade i Catalogue of Life.